# Alfelder Zeitung
Die Alfelder Zeitung ist eine Tageszeitung aus der niedersächsischen Stadt Alfeld (Leine). Sie erscheint mit einer Auflage von 7500 Exemplaren (2013) im Verlag der AZ Alfelder Zeitung Dobler GmbH & Co. KG.

## Geschichte
Die Alfelder Zeitung geht auf die 1890 von Paul Dobler gegründete Neue Volkszeitung zurück, die dreimal wöchentlich in seiner Druckerei in der Alfelder Leinstraße gedruckt wurde. 1892 zog Dobler mit seinem Betrieb in das Haus Über der Kirche 3 um und benannte sein Blatt in Alfelder Zeitung um. Zugleich eröffnete dort eine Buchhandlung. 1900 wurde der Betrieb um das Grundstück Perkstraße 2 erweitert. Die Zeitung erschien seither täglich.
1922 konnte Dobler die 1852 durch den Drucker Friedrich Stegen als Wochen- und Anzeigenblatt für die Städte Alfeld, Elze und Gronau (Leine) gegründete Niedersächsische Volkszeitung übernehmen. Ihr Name erscheint seither als Untertitel, das Jahr 1852 gilt offiziell als Zeitpunkt der Ersterscheinung.
1938 übernahm Doblers Sohn Ewald Dobler die Leitung von Druckerei und Verlag. Im Zuge der Gleichschaltung der Presse musste er ab 1943 die nationalsozialistische Leine-Zeitung drucken, die mit dem Zusammenbruch des NS-Regimes ihr Erscheinen einstellte. Dobler erhielt im Herbst 1949 von den britischen Militärbehörden die Erlaubnis, den früheren Betrieb wieder aufzunehmen. 1949 trat Paul Dobler II in das Unternehmen ein. 1986 übernahm Ewald Dobler II in vierter Generation die Geschäftsführung der beiden Unternehmen, im Juli 2013 Carolin Dobler in fünfter Generation. 
Die Zeitungsherstellung wurde 1978 von Blei- auf Lichtsatz umgestellt. 1980 wurden Verlag und Druckerei gesellschaftsrechtlich getrennt. 1984 erfolgte der Umzug der Alfelder Zeitung mit Redaktion, Anzeigenabteilung und Verwaltung aus der Parkstraße in das Haus Ravenstraße 45. 1988 folgten Rotationsmaschine und Vertrieb.
24,5 % der Unternehmensanteile befinden sich heute im Besitz der Verlagsgesellschaft Madsack (Hannover). Der Mantelteil der Alfelder Zeitung wird von der ebenfalls zum Madsack-Konzern gehörigen Hannoverschen Allgemeinen Zeitung übernommen.
Seit 2012 erscheint die Alfelder Zeitung zusätzlich zur Printausgabe als E-Paper.